# Bertil Allstrin
Lars Bertil Allstrin, född 25 december 1899 i Kungsholms församling, Stockholm, död 1 januari 1984 i Oscars församling, Stockholm, , var en svensk bank- och försäkringsman.
Allstrin var anställd vid AB Göteborgs bank 1922–1932, vid Lifförsäkrings AB Thule 1932–1938 och var direktörsassistent vid AB Göteborgs bank 1938–1944. Från 1944 var han verkställande direktör för Sveriges allmänna hypoteksbank och från 1945 fullmäktig för folkpensioneringsfonden.